# Roger Veyron
Roger Veyron, né le 15 juin 1933, est un ancien joueur français de basket-ball. Il évoluait au poste d'intérieur.

## Carrière
Il participe aux jeux olympiques de Melbourne en 1956 et à l'Euro en 1957 ou il termine aux 4e et 8e places